# 金经真
金经真（1922年1月25日—），江西婺源人，中国工程师。

## 生平
1946年，毕业于上海大同大学化学系毕业。先后在上海宏业染料化工厂、上海化工原料公司塑料研究室任工程师。1958年，任化工部上海化工研究院化原一室工程师、副主任、主任。1965年，调任化工部黎明化工研究所第一副所长。1979年，任化工部上海化工研究院副院长兼副总工程师。高级工程师。1983年任院总工程师。1985年任院技术咨询中心主任、院技术委员会副主任。